# Zmienna losowa
Zmienna losowa – funkcja przypisująca zdarzeniom elementarnym liczby. Intuicyjnie: odwzorowanie przenoszące badania prawdopodobieństwa z niewygodnej przestrzeni probabilistycznej do dobrze znanej przestrzeni euklidesowej. Zmienne losowe to funkcje mierzalne względem przestrzeni probabilistycznych.
Zmienną losową jest na przykład funkcja opisująca wagę lub wzrost ciała wylosowanego z pewnej populacji osobnika. Zjawiskom o charakterze losowym, którym nie można w oczywisty sposób przypisać jakiejś miary liczbowej, można przypisywać liczby według pewnego klucza tak, aby możliwe było ich porównywanie w interesującym nas aspekcie. Najprostszymi przykładami są: moneta (np. orłu przypisujemy zero, a reszce jedynkę) i kostka do gry (każdej ściance przypisujemy liczbę wylosowanych oczek). Innymi przykładami mogą być: stan techniczny urządzenia czy wiedza ucznia (oceniana w skali od 1 do 6).

## Definicja
Zmienną losową (rzeczywistą) na przestrzeni probabilistycznej {\displaystyle (\Omega ,{\mathcal {F}},P)} nazywamy dowolną rzeczywistą funkcję mierzalną {\displaystyle \xi \colon \Omega \to \mathbb {R} ,} tzn. funkcję {\displaystyle \xi } spełniającą warunek
{\displaystyle \xi ^{-1}(B)\in {\mathcal {F}}} dla każdego zbioru borelowskiego {\displaystyle B\subseteq \mathbb {R} .}
Tradycyjnie zmienne losowe zapisuje się za pomocą wielkich liter z końca alfabetu, np. {\displaystyle X,Y,Z} lub liter greckich {\displaystyle \xi ,\eta ,} odmiennie niż zwykle zapisuje się funkcje.

### Uogólnienia
Rozważa się również zmienne losowe o wartościach w abstrakcyjnych przestrzeniach topologicznych (żeby analogicznie mówić o przeciwobrazach zbiorów borelowskich danej przestrzeni topologicznej) – i tak, na przykład: zmienne losowe o wartościach zespolonych, nazywa się zmiennymi losowymi zespolonymi. Odwzorowanie mierzalne określone na przestrzeni {\displaystyle \Omega } o wartościach w przestrzeni {\displaystyle \mathbb {R} ^{n}} nazywa się wektorem losowym. Wektor losowy ma postać {\displaystyle X(\omega )=\left(X_{1}(\omega ),X_{2}(\omega ),\dots ,X_{n}(\omega )\right),} gdzie {\displaystyle X_{i}} dla {\displaystyle i=1,\dots ,n} są zmiennymi losowymi rzeczywistymi.
Często rozważa się zmienne losowe o wartościach w przestrzeniach polskich ze względu na ich dobre własności.

## Przykłady
- Niech {\displaystyle \Omega } będzie zbiorem wszystkich możliwych wyników rzutu dwiema kośćmi do gry, składa się on z 36 możliwych wyników. Przypisanie każdej kostce liczby wyrzuconych oczek i zobrazowanie wyniku w postaci pary {\displaystyle (i,j)\in \mathbb {R} ^{2},} gdzie {\displaystyle i,j\in \{1,2,3,4,5,6\}} jest zmienną losową.

Zmiennymi losowymi są również następujące funkcje: „iloczyn liczby oczek wyrzuconych na obu kostkach”, „suma liczby oczek wyrzuconych na obu kostkach”, „liczba oczek wyrzuconych na pierwszej z kostek”.
- Niech dane będą: {\displaystyle \Omega =[0,1],} σ-ciało {\displaystyle {\mathcal {F}}} zbiorów borelowskich przedziału {\displaystyle [0,1]} oraz określona na nim miara Lebesgue’a {\displaystyle P.} Każda funkcja ciągła {\displaystyle \xi \colon \Omega \to \mathbb {R} } jest zmienną losową.